# Rehderodendron
Rehderodendron é um género botânico pertencente à família Styracaceae.